# Волосатики
Волоса́тики (лат. Nematomorpha, от др.-греч. νῆμα, Gen. νήματος — нить, μορφή — форма) — тип беспозвоночных животных, личинки которых ведут паразитоидный образ жизни. В ископаемом виде известны с эоцена.

## Строение
Сходны с нематодами по форме тела, наличию псевдоцеля и только продольных мышечных волокон, а также по кутикулярному покрову, отсутствию сегментации, строению нервной и репродуктивной систем.
Тело волосовидное (отсюда народное название «живой волос»). Окраска от беловатой до тёмно-бурой. Длина взрослых волосатиков обычно 30—40 см, при этом толщина не превышает 2—5 мм. Рекорд длины принадлежит тропическому виду Gordius fulgur Baird, чья длина более 2 м. У самцов тело короче, чем у самок, и задний его конец загнут или свёрнут в спираль. Кутикула очень толстая. Нервная система с головным ганглием, окологлоточным кольцом и брюшным стволом; все её части тесно связаны с эпидермисом. Боковых и средних валиков гиподермы нет. Полость тела подразделена на три полости: среднюю и две боковых; за счёт клеток, выстилающих их стенки, развиваются половые железы (по крайней мере яичники). Взрослые особи не питаются; дегенерация (вырождение) пищеварительной системы у них зашла так далеко, что червь не способен заглатывать пищу — его глотка представляет собой плотный комок клеток. На заднем конце находится клоака — общая выводная трубка для отходов пищеварения и половых продуктов. Все виды раздельнополы. Цилиндрические гонады тянутся почти по всей длине тела. Мужские и женские половые органы парные; у самок, кроме многочисленных лопастных яичников, есть парные матки и яйцеводы, открывающиеся в особый вырост клоаки, с которой сообщается и приёмник семени; у самцов есть парные семенные мешки и семяпроводы, клоака их может выворачиваться.

## Генетика
У волосатиков отсутствуют гены, которые есть у большинства других животных — отвечающие за возможность клеток иметь реснички.
Многие гены, которые позволяют паразитоиду управлять поведением хозяина, получены им путём горизонтального переноса генов от вида хозяина.

## Классификация
Тип включает 320 современных видов и делится на 2 класса:
- Класс Nectonematoida. Морские, планктонные черви. Всего 4 вида из рода Nectonema. Личинка паразитирует на десятиногих ракообразных.
- Класс Gordioidea. Пресноводные виды, объединённые в 20 родов. Паразитируют на насекомых, пауках, многоножках.
  - Отряд Chordodea:
    - Семейство Chordodidae
      - Chordodes — Dacochordodes — Euchordodes — Neochordodes — Pantachordodes — Pseudochordodes — Spinochordodes

    - Семейство Parachordodidae (или подсемейство Parachordodinae в составе Chordodidae)
      - Beatogordius — Gordionus — Parachordodes — Paragordionus — Semigordionus

    - Семейство Paragordiidae (или подсемейство Paragordiinae в составе Chordodidae)
      - Paragordius (Paragordius obamai, Paragordius tricuspidatus)

    - Семейство Spinochordodidae
      - Spinochordodes

  - Отряд Gordea
    - Семейство Gordiidae
      - Acutogordius — Gordius

Распространены волосатики по всему миру. Взрослые особи обычно живут в мелких пресных водоёмах, однако обнаружить их довольно сложно, так как продолжительность их жизни невелика — 2—4 недели. Легче всего найти клубки (гордиевы узлы), в которые эти черви свиваются во время размножения. Некоторые виды обвиваются вокруг веток, камней на дне. Присутствие волосатиков в водоёме может считаться признаком чистой, незагрязнённой воды.
На территории России весьма обычны волосатики рода Gordius Linnaeus, 1758, Paragordius Camerano, 1897 и др.

## Жизненный цикл
Взрослые черви — свободно плавающие животные. Оплодотворение внутреннее, самки откладывают до миллиона яиц в виде длинных белых шнуров, обычно прикрепляемых к водным растениям. При спаривании многие черви свиваются в настоящие «гордиевы узлы»; отсюда название Gordius, данное им Карлом Линнеем. Из яиц через 15—80 дней (зависит от температуры воды) выходят личинки.
Личинки размером около 50—150 микрон могут активно проникать в хозяев, либо попадают в него вместе с пищей и затем проходят сквозь стенку кишки в полость тела. Если заразить хозяина не удалось, личинки могут инцистироваться на растениях или других погруженных в воду предметах, оставаясь инвазионными до нескольких месяцев. В случае, если личинка поражает неподходящего хозяина, она также может инцистироваться в его полости тела и сохраняться там до тех пор, пока первого хозяина не съест новый — хищное насекомое. В полости тела подходящего хозяина личинка активно растет и развивается во взрослую особь. Перед окончанием развития нематоморфы воздействуют на поведение своего хозяина, заставляя его стремиться к воде. В водоёме волосатики выбираются наружу, повреждая покровы хозяина, после чего тот обычно погибает. Паразитируют чаще всего в наземных насекомых: прямокрылых, жужелицах, мертвоедах.
Полный цикл развития занимает около 18 месяцев. Волосатики встречаются как ложнопаразиты у рыб, улиток, мелких ракообразных.

## Конский волос
Ещё Конрад Геснер в своей Естественная история (XVI в.) писал: «Некоторые полагают, что это оживший в воде волос из конского хвоста, но это маловероятно». По народному поверью, волосатики могут внедряться в кожу человека во время купания; обычно в пятку. После этого червь выедает внутренности человека или «доходит до сердца». На самом деле, это суеверие; волосатики, несмотря на свой достаточно устрашающий вид, безопасны для людей. Люди могут случайно проглотить их личинки и цисты, однако в людях они не паразитируют.